# 小滝敏之
小滝 敏之（おたき としゆき、1943年（昭和18年）2月2日 - ）は、日本の官僚。元千葉経済大学学長。東京都出身。司法試験合格（1967年）。米国リトルロック市（アーカンソー州都）名誉市民、同リンカン市（ネブラスカ州都）名誉市民、同ハリスバーグ市（ペンシルヴェニア州都）名誉市民。瑞宝中綬章受章（2013年5月）。

## 略歴
- 1961年（昭和36年）3月 千葉県立千葉第一高等学校（現：県立千葉高校）卒業
- 1964年（昭和39年）国家公務員採用上級甲種試験（行政職）首席合格
- 1965年（昭和40年）3月 東京大学法学部第3類卒業
  - 同年4月 自治省入省、8月 香川県赴任（総務部地方課主事、広報文書課法規係長）
  - 1967年（昭和42年）10月 自治省財政局財政課事務官
- 1970年（昭和45年）4月 香川県総務部主幹兼企画部能率考査班主幹・自治研修所教授
- 1971年（昭和46年）9月 香川県総務部地方課長、兼消防学校長・自治研修所教授
- 1973年（昭和48年）4月 香川県土木部監理課長、兼自治研修所教授
- 1974年（昭和49年）6月 大蔵省主計局法規課課長補佐
- 1976年（昭和51年）5月 自治大臣官房企画室課長補佐
- 1977年（昭和52年）4月 兵庫県総務部地方課長
- 1979年（昭和54年）4月 兵庫県総務部財政課長

- 1980年（昭和55年）7月 自治省財政局財政課理事官
- 1981年（昭和56年）7月 山梨県総務部長
- 1983年（昭和58年）7月 自治大臣官房調査官（地域経済対策担当）
- 1984年（昭和59年）7月 国土庁防災局防災調整課長
- 1986年（昭和61年）7月 自治省財政局交付税課長
- 1989年（平成元年）4月 兵庫県企画部長
- 1991年（平成3年）1月 兵庫県総務部長
- 1992年（平成4年）4月 消防大学校長
- 1993年（平成5年）4月 自治体国際化協会ニューヨーク事務所長
- 1998年（平成10年）3月 自治大臣官房付兼大臣官房審議官、同月退官
- 1998年（平成10年）4月 自動車安全運転センター理事
- 1998年（平成10年）7月 日本財団公益事業企画委員会委員長
- 2000年（平成12年）7月 東京大学大学院法学政治学研究科客員教授（2002年6月まで）
- 2000年（平成12年）7月 千葉県佐原市情報公開審査会会長（2006年3月まで）
- 2001年（平成13年）2月 千葉経済大学教授
- 2001年（平成13年）4月 千葉経済学園常任理事、消防団員等公務災害補償等共済基金審査会委員
- 2001年（平成13年）12月 千葉県固定資産評価審議会会長
- 2001年（平成13年）12月 公務員倫理モニター（国家公務員倫理審査会委嘱）
- 2003年（平成15年）佐原市の明るい未来を築く懇話会会長
- 2005年（平成17年）4月 千葉経済大学学長（2015年3月まで）
- 2015年（平成27年）4月 千葉経済大学特任教授（2023年3月まで）、同大学名誉教授

## 著書
- 『補助金適正化法解説』（全国会計職員協会、1977年）
- 『地方公共団体の行政活動（現代地方自治全集22）』（ぎょうせい、1978年）
- 『政府間関係論』（第一法規、1983年）
- 『地方政府の財政自治と財政統制―地方財政分権改革の新視点』（全国会計職員協会、2002年）
- 『アメリカの地方自治』（第一法規、2004年）
- 『地方自治の歴史と概念』（公人社、2005年）
- 『住民自治の視点と道程』（公人社、2006年）
- 『市民社会と近隣自治―小さな自治から大きな未来へ』（公人社、2007年）
- 『市民自治の歴史・思想と哲学―西洋古代・中世自治論』（公人社、2008年）
- 『自治・統治の歴史・思想と哲学――西洋近世自治論』（公人社、2009年）
- 『地方自治の歴史・思想と哲学―西洋近代自治論』（公人社、2010年）
- 『米国自治史論I―建国前アメリカ地方自治の歴史と伝統』（公人社、2011年）
- 『米国自治史論II―建国期アメリカ地方自治の歴史と思想』（公人社、2012年）
- 『米国自治史論III―発展期アメリカ地方自治の歴史と実相』（公人社、2013年）
- 『米国地方自治論――アメリカ地方自治の法理と政府間関係』（公人社、2014年）
- 『縮減社会の地域自治・生活者自治―その時代背景と改革理念』（第一法規、2016年）
- 『補助金適正化法解説―補助金行政の法理と実務（全訂新版増補版第2版）』（全国会計職員協会、2016年）
- 以上の単著の他、いくつかの共著や論文あり。